# Al di là del principio di piacere

Giuditta II di Gustav Klimt, 1909, Venezia, Galleria internazionale d'arte moderna.

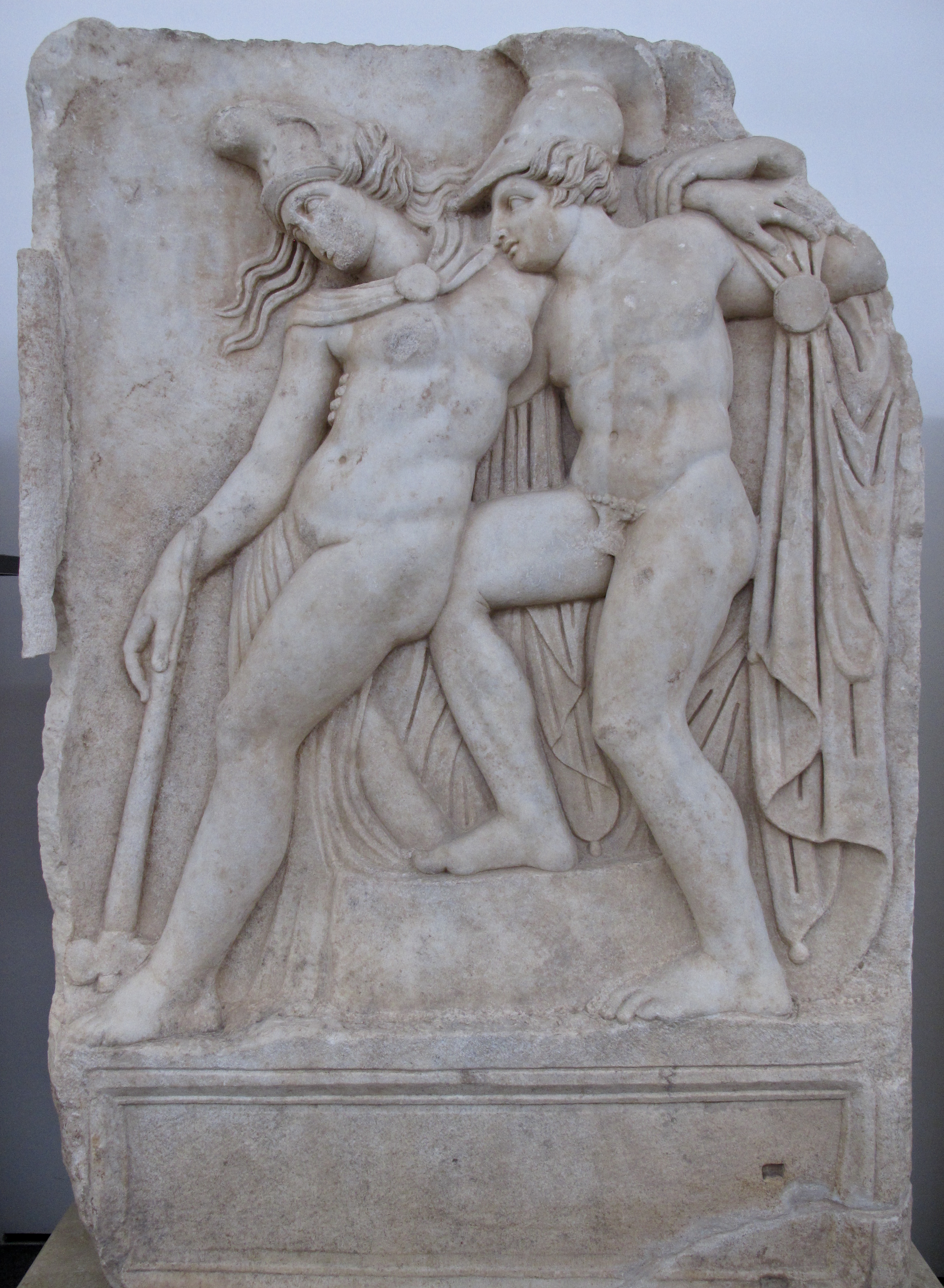
Achille sorregge Pentesilea dopo averla colpita a morte, una delle leggende fiorite sull'episodio vuole che l'eroe se ne innamori proprio in questo momento. Bassorilievo dal tempio di Afrodite a Afrodisia

Al di là del principio di piacere (tedesco: Jenseits des Lustprinzips) è un saggio di Sigmund Freud pubblicato nel 1920, incentrato sui temi dell'Eros e del Thanatos, ovvero rispettivamente la "pulsione di vita" (Lebenstrieb) e la "pulsione di morte" (Todestrieb[e]).

## Il dualismo di Empedocle
Freud formula il conflitto psicologico in termini dualistici fin dai suoi primi scritti, ma è solo in questo testo che egli presenta un simile conflitto mediante concetti desunti dal pensiero di Empedocle, il quale parla d'un dissidio cosmico fra i princìpi o forze di Amore (o Concordia) e Odio (o Discordia).
«Empedocle di Agrigento, nato all'incirca nel 495 a.C., si presenta come una figura fra le più eminenti e singolari della storia della civiltà greca [...] Il nostro interesse si accentra su quella dottrina di Empedocle che si avvicina talmente alla dottrina psicoanalitica delle pulsioni, da indurci nella tentazione di affermare che le due dottrine sarebbero identiche se non fosse per un'unica differenza: quella del filosofo greco è una fantasia cosmica, la nostra aspira più modestamente a una validità biologica. [...] I due principi fondamentali di Empedocle – philìa (amore, amicizia) e neikos (discordia, odio) – sia per il nome che per la funzione che assolvono, sono la stessa cosa delle nostre due pulsioni originarie Eros e Distruzione.»
Il nome di Eros deriva da quello della divinità greca dell'amore, e «tende a creare organizzazioni della realtà sempre più complesse o armonizzate, [mentre] Thanatos tende a far tornare il vivente a una forma d'esistenza inorganica. Queste sono pulsioni. Eros rappresenta per Freud la pulsione alla vita, mentre Thanatos quella della distruzione. Qualora l'autodistruzione diventasse oggetto di malattia, però, Thanatos diviene il nome del conflitto che si crea tra energia negativa (autodistruzione) e positiva (la rabbia del Thanatos viene utilizzata per distruggere la malattia stessa).» Freud riscontra anche in un altro filosofo, questa volta contemporaneo, un'anticipazione della sua scoperta: "E ora le pulsioni nelle quali crediamo si dividono in due gruppi: quelle erotiche, che vogliono convogliare la sostanza vivente in unità sempre più grandi, e le pulsioni di morte, che si oppongono a questa tendenza e riconducono ciò che è vivente allo stato inorganico. Dall'azione congiunta e opposta di entrambe scaturiscono i fenomeni della vita, ai quali mette fine la morte. Forse scrollerete le spalle: 'Questa non è scienza della natura, è filosofia, la filosofia di Schopenhauer'. E perché mai, Signore e Signori, un audace pensatore non dovrebbe aver intuito ciò che una spassionata, faticosa e dettagliata ricerca è in grado di convalidare?"
«Thanatos non compare negli scritti di Freud, ma egli, a quanto riferisce Jones, l'avrebbe talvolta usato nella conversazione. L'uso nel linguaggio psicoanalitico è probabilmente dovuto a Federn.»

## Sabina Spielrein e Barbara Low
Su esplicita influenza di Sabina Nikolaevna Špil'rejn, citata in nota nel libro del 1920, per Freud Thanatos segnala il desiderio di concludere la sofferenza della vita e tornare al riposo, alla tomba. Concetto che non deve essere confuso con quello di destrudo, vale a dire con l'energia della distruzione (che si oppone alla libido).
Thanatos è il principio di costanza, accennato fin dal capitolo sette de L'interpretazione dei sogni (1899) e che adesso, sotto l'influsso del pensiero di Schopenhauer, diventa identico al principio del Nirvana proposto da Barbara Low: le eccitazioni della mente, del cervello, dell'"apparato psichico" non vengono più solo sgomberate, tenute costanti al più basso livello possibile, bensì estinte, eliminate sino al grado zero della realtà inanimata.

## La coazione a ripetere
Nel testo del '20 Freud sostiene che «nella vita psichica esiste davvero una coazione a ripetere la quale si afferma anche a prescindere dal principio di piacere.» Sulla falsariga del motto errare humanum est, perseverare autem diabolicum, essa viene definita per quattro volte «demoniaca»: "Vi sono individui che nella loro vita ripetono sempre, senza correggersi, le medesime reazioni a loro danno, o che sembrano addirittura perseguitati da un destino inesorabile, mentre un più attento esame rivela che essi stessi si creano inconsapevolmente con le loro mani questo destino. In tal caso attribuiamo alla coazione a ripetere un carattere "demoniaco". La coazione a ripetere è riscontrabile anche nella nevrosi traumatica dei reduci della prima guerra mondiale oppure di chi tende a rivivere o reinterpretare gli eventi più violenti.
Freud collocò la coazione a ripetere fra i sintomi della nevrosi: si ripete il sintomo nevrotico invece di ricordare, si ripete per non ricordare, con quello che Freud chiama «l'eterno ritorno dell'uguale». Per la relazione tra pulsione e coazione a ripetere, Freud notò che le coazioni tendono come la pulsione a una ripetizione assoluta e atemporale, mai definitivamente appagata, e che tendono a sparire quando un fatto viene riportato a conoscenza del paziente. Dalla rimozione di una pulsione (a muoversi ovvero a ricordare un fatto doloroso o traumatico), la coazione a ripetere trae l'energia per imporsi sulla volontà cosciente dell'Io. La coazione a ripetere diventa il punto di partenza della terapia psicoanalitica. Occorre ricordare per non ripetere gli errori del passato, gli stessi dubbi e conflitti per tutta la vita, in amore, in amicizia, nel lavoro.
Freud rileva questa coazione anche nelle circostanze più ordinarie e naturali, persino nel gioco dei bambini come quello con il rocchetto usato dal suo piccolo nipote di diciotto mesi. Il bimbo, lanciando il rocchetto lontano da sé, simboleggia la perdita della madre e, ritraendo il rocchetto a sé, rappresenta il ritorno della madre. Imparerebbe così a padroneggiare l'assenza materna attraverso un duplice movimento, che è sempre seguito dalla vocalizzazione di un "oooo..." (ted. fort, «via!»), quando il rocchetto è lontano, e da un "da" (ted. da, «Eccolo!»), quando il rocchetto è di nuovo vicino.
Dopo l'esposizione d'una serie di ipotesi (in particolare l'idea che ogni individuo ripete le esperienze traumatiche per riprendere il controllo e limitarne l'effetto dopo il fatto), Freud considera l'esistenza di un essenziale desiderio o pulsione di morte, riferendosi al bisogno intrinseco di morire che ha ogni essere vivente. Gli organismi, secondo quest'idea, tendono a tornare a uno stato preorganico, inanimato – ma vogliono farlo in un modo personale, intimo.

## Conclusione
In definitiva, «sembrerebbe proprio che il principio di piacere si ponga al servizio delle pulsioni di morte [...]. A questo punto sorgono innumerevoli altri quesiti cui non siamo in grado attualmente di dare una risposta. Dobbiamo aver pazienza e attendere che si presentino nuovi strumenti e nuove occasioni di ricerca. E dobbiamo esser disposti altresì ad abbandonare una strada che abbiamo seguito per un certo periodo se essa, a quanto pare, non porta a nulla di buono. Solo quei credenti che pretendono che la scienza sostituisca il catechismo a cui hanno rinunciato se la prenderanno con il ricercatore che sviluppa o addirittura muta le proprie opinioni.»

## Implicazioni
Uno psicoanalista con competenze pure di antropologia filosofica come Sciacchitano sostiene che «la vera psic[o]analisi fu il frutto tardivo dell'attività teoretica di Freud. Bisogna aspettare la svolta degli anni Venti, con l'invenzione della pulsione di morte, per parlare di vera e propria psic[o]analisi. [...] [Essa] comincia con la rinuncia alle pretese e alle finalità mediche della psicoterapia. [...] Il nuovo modello freudiano [...] individuava nello psichico un nucleo patogeno fisso, qualcosa che non si scarica mai, ma continua a ripetersi identicamente a se stesso e insensatamente, cioè fuori da ogni intenzionalità soggettivistica e contro ogni teleologia vitalistica. Ce n'era abbastanza per far crollare ogni illusione terapeutica. Parecchi allievi a questo punto abbandonarono il maestro che toglieva avvenire, come si dice terreno sotto i piedi, alle loro illusioni umanitarie».
Dal 1920 sino al 1939, anno della sua morte, Freud non cambierà più idea. Ciò significa che il fondatore della psicoanalisi asserirà la sostanziale "inguaribilità'" del disagio psichico per lo stesso arco di tempo, un ventennio, in cui egli precedentemente aveva affermato l'esatto contrario.
Wilhelm Reich, in La funzione dell'orgasmo (1927) e Analisi del carattere (1925), propose una propria ipotesi di confutazione alla teoria della pulsione di morte.

La madre morta (1910), Egon Schiele, Vienna, Leopold Museum.

## Nell'arte: Schiele

Agonia (1912), Egon Schiele, Monaco di Baviera, Neue Pinakothek.

Madre con i due bambini (1915-1917), Vienna, Österreichische Galerie Belvedere.

(Marco Vozza)
(Marco Vozza)
(Marco Vozza)